# Caroline Lasser

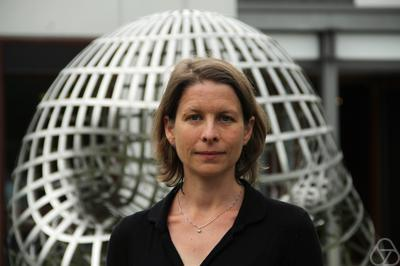
Lasser am Oberwolfach in 2015

Caroline Lasser (* 1975) ist eine deutsche Mathematikerin.
Caroline Lasser studierte Mathematik an der Ludwig-Maximilians-Universität München mit dem Diplom 1999. Danach war sie 2000 am Courant Institute und an der TU München, an der sie 2004 bei Folkmar Bornemann (und Herbert Spohn) promoviert wurde (Dissertation: Conical Energy Level Crossings in Molecular Dynamics). Ab 2005 leitete sie eine Nachwuchsforschungsgruppe an der FU Berlin, an der sie 2008 Professorin wurde. 2010 wurde sie Professorin an der TU München.
Sie befasst sich mit mathematischer Physik (Quantendynamik, halbklassische Mechanik).
2018 hielt sie die Gauß-Vorlesung.
Sie ist mit dem Mathematiker Oliver Deiser verheiratet und hat zwei Töchter.

## Bücher
- mit Oliver Deiser, E. Vogt, D. Werner: 12 x 12 Schlüsselkonzepte der Mathematik, Springer Spektrum 2011, 2. Auflage 2016
- mit Oliver Deiser: Erste Hilfe in Linearer Algebra, Springer Spektrum 2015